# Bendik Jakobsen Heggli
Bendik Jakobsen Heggli (14 ottobre 2001) è un saltatore con gli sci norvegese.

## Biografia
Heggli, attivo dall'ottobre del 2019, in Coppa del Mondo ha esordito il 5 marzo 2022 a Oslo Holmenkollen (20º) e ha ottenuto il primo podio il 26 marzo successivo nella gara a squadre di Planica (2º); non ha preso parte a rassegne olimpiche o iridate. 

## Palmarès

### Mondiali juniores
- 1 medaglia:
  - 1 argento (gara a squadre mista a  Oberwiesenthal)

### Coppa del Mondo
- Miglior piazzamento in classifica generale: 46º nel 2022
- 3 podi (a squadre):
  - 2 secondi posti
  - 1 terzo posto